# Baculentulus breviunguis
Baculentulus breviunguis är en urinsektsart som först beskrevs av Bruno Condé 1961.  Baculentulus breviunguis ingår i släktet Baculentulus och familjen lönntrevfotingar. Inga underarter finns listade.